# Петріш (комуна)
Петріш (рум. Petriș) — комуна у повіті Арад в Румунії. До складу комуни входять такі села (дані про населення за 2002 рік):
- Ілтеу (323 особи)
- Корбешть (251 особа)
- Обиршія (148 осіб)
- Петріш (634 особи) — адміністративний центр комуни
- Рошія-Ноуе (369 осіб)
- Селіште (146 осіб)

Комуна розташована на відстані 340 км на північний захід від Бухареста, 83 км на схід від Арада, 123 км на південний захід від Клуж-Напоки, 95 км на схід від Тімішоари.

## Населення
За даними перепису населення 2002 року у комуні проживала 1871 особа.
Національний склад населення комуни:
| Національність   | Кількість осіб | Відсоток |
| ---------------- | -------------- | -------- |
| румуни           | 1855           | 99,1%    |
| угорці           | 10             | 0,5%     |
| цигани           | 2              | 0,1%     |
| росіяни-липовани | 2              | 0,1%     |
| турки            | 1              | 0,1%     |
| євреї            | 1              | 0,1%     |

Рідною мовою назвали:
| Мова      | Кількість осіб | Відсоток |
| --------- | -------------- | -------- |
| румунська | 1860           | 99,4%    |
| угорська  | 10             | 0,5%     |
| турецька  | 1              | 0,1%     |

Склад населення комуни за віросповіданням:
| Релігія            | Кількість осіб | Відсоток |
| ------------------ | -------------- | -------- |
| православні        | 1490           | 79,6%    |
| п'ятдесятники      | 294            | 15,7%    |
| баптисти           | 52             | 2,8%     |
| римо-католики      | 10             | 0,5%     |
| адвентисти         | 5              | 0,3%     |
| реформати          | 2              | 0,1%     |
| греко-католики     | 2              | 0,1%     |
| бретрени           | 2              | 0,1%     |
| старообрядці       | 2              | 0,1%     |
| не релігійні       | 2              | 0,1%     |
| мусульмани         | 1              | 0,1%     |
| юдеї               | 1              | 0,1%     |
| не вказали релігію | 8              | 0,4%     |